# Итабераба
Итабераба (порт. Itaberaba)  —  муниципалитет в Бразилии, входит в штат Баия. Составная часть мезорегиона Северо-центральная часть штата Баия. Входит в экономико-статистический микрорегион Итабераба. Население составляет 70 611 человек на 2006 год. Занимает площадь 2357,185 км². Плотность населения — 26,6 чел./км².

## История
Город основан 26 марта 1877 года.

## Статистика
- Валовой внутренний продукт на 2003 год составляет 133 380 258,00 реалов (данные: Бразильский институт географии и статистики).
- Валовой внутренний продукт на душу населения на 2003 год составляет 2186,78 реалов (данные: Бразильский институт географии и статистики).
- Индекс развития человеческого потенциала на 2000 год составляет 0,638 (данные: Программа развития ООН).